# César pro nejlepší výpravu
César pro nejlepší výpravu je jedna z kategorií francouzské filmové ceny César. Kategorie existuje od roku 1976.

## Vítězové a nominovaní

### 70. léta
- 1976: Ať začne slavnost... – Pierre Guffroy
  - Důležité je milovat – Jean-Pierre Kohut-Svelko
  - La Chair de l'orchidée – Richard Peduzzi

- 1977: Pan Klein – Alexandre Trauner
  - Hračka – Bernard Evein
  - Mado – Pierre Guffroy
  - Nájemník – Pierre Guffroy
  - Barocco – Ferdinando Scarfiotti

- 1978: Prozřetelnost – Jacques Saulnier
  - La Vie devant soi – Bernard Evein
  - Záletník 2 – Jean-Pierre Kohut-Svelko
  - Řekněte jí, že ji miluji – Hilton McConnico

- 1979: Molière – Guy-Claude François
  - Violette Nozière – Jacques Brizzio
  - One, Two, Two: 122, rue de Provence – François de Lamothe
  - Sale rêveur – Théobald Meurisse

### 80. léta
- 1980: Don Giovanni – Alexandre Trauner
  - Tess – Pierre Guffroy
  - Studený bufet – Théobald Meurisse
  - I jako Ikaros – Jacques Saulnier

- 1981: Poslední metro – Jean-Pierre Kohut-Svelko
  - Špatný syn – Dominique André
  - Bankéřka – Jean-Jacques Caziot
  - Můj strýček z Ameriky – Jacques Saulnier

- 1982: Malevil – Max Douy
  - Diva – Hilton McConnico
  - Boj o oheň – Brian Morris
  - Čistka – Alexandre Trauner

- 1983: Návrat Martina Guerra – Alain Nègre
  - Jeden pokoj ve městě – Bernard Evein
  - Bídníci – François de Lamothe
  - Pstruh – Alexandre Trauner

- 1984: Měsíc v kanálu – Hilton McConnico
  - Zhoubné pátrání – Jean-Pierre Kohut-Svelko
  - Život je román – Jacques Saulnier
  - Ahoj, tajtrlíku! – Alexandre Trauner

- 1985: Swannova láska – Jacques Saulnier
  - Les Cavaliers de l'orage – Jean-Jacques Caziot
  - Náš příběh – Bernard Evein
  - Georges Bizet: Carmen – Enrico Job

- 1986: Podzemka – Alexandre Trauner
  - Bras de fer – Jean-Jacques Caziot
  - Péril en la demeure – Philippe Combastel
  - Umírá se jen dvakrát – François de Lamothe

- 1987: Piráti – Pierre Guffroy
  - Thérèse – Bernard Evein
  - Mélo – Jacques Saulnier
  - Kolem půlnoci – Alexandre Trauner

- 1988: Na shledanou, chlapci – Willy Holt
  - La Passion Béatrice – Guy-Claude François
  - Můj milovaný nepřítel – Jean-Pierre Kohut-Svelko

- 1989: Camille Claudelová – Bernard Vezat
  - Tři vstupenky na 26. – Bernard Evein
  - Předčitatelka – Thierry Leproust

### 90. léta
- 1990: Valmont – Pierre Guffroy
  - Bunkr hotelu Palace – Michèle Abbé-Vannier
  - Příliš krásná – Théobald Meurisse

- 1991: Cyrano z Bergeracu – Ezio Frigerio
  - Manžel kadeřnice – Michel Barlier, Ivan Maussion
  - Brutální Nikita – Dan Weil

- 1992: Delikatesy – Jean-Philippe Carp
  - Van Gogh – Philippe Pallut a Katia Wyszkop
  - Milenci z Pont-Neuf – Michel Vandestien

- 1993: Indočína – Jacques Bufnoir
  - Le Souper – François de Lamothe
  - Milenec – Hoang Thanh At

- 1994: Smoking / No Smoking – Jacques Saulnier
  - Nalezenec Justininen, boží levoboček – Jacques Bufnoir
  - Germinal – Hoang Thanh At a Christian Marti

- 1995: Farinelli – Gianni Quaranta
  - Královna Margot – Richard Peduzzi a Olivier Radot
  - Plukovník Chabert – Bernard Vézat

- 1996: Město ztracených dětí – Jean Rabasse
  - Madame Butterfly – Michèle Abbé-Vannier
  - Husar na střeše – Jacques Rouxel, Ezio Frigerio a Christian Marti

- 1997: Nevinné krutosti – Ivan Maussion
  - Kapitán Conan – Guy-Claude François
  - Rošťák Beaumarchais – Jean-Marc Kerdelhue

- 1998: Pátý element – Dan Weil
  - Stará známá písnička – Jacques Saulnier
  - Hrbáč – Bernard Vézat

- 1999: Lautrec – Jacques Rouxel
  - Place Vendôme – Svět diamantů – Thierry Flamand
  - Všichni, kdo mě mají rádi, pojedou vlakem – Richard Peduzzi a Sylvain Chauvelot

### 0. léta
- 2000: Rembrandt – Philippe Chiffre
  - Možná – François Emmanuelli
  - Asterix a Obelix – Jean Rabasse
  - Johanka z Arku – Hugues Tissandier

- 2001: Vatel – Jean Rabasse
  - Saint-Cyr – Thierry François
  - Sentimentální osudy – Katia Wyszkop

- 2002: Amélie z Montmartru – Aline Bonetto
  - Angličanka a vévoda – Antoine Fontaine a Jean-Baptiste Marot
  - Bratrstvo vlků – Hon na bestii – Guy-Claude François

- 2003: Pianista – Allan Starski
  - 8 žen – Arnaud de Moleron
  - Asterix a Obelix: Mise Kleopatra – Hoang Thanh At
  - Propustka – Emile Ghigo

- 2004: Šťastnou cestu – Jacques Rouxel a Catherine Leterrier
  - Napoleon – Patrick Durand
  - Na ústa ne – Jacques Saulnier

- 2005: Příliš dlouhé zásnuby – Aline Bonetto
  - Slavíci v kleci – François Chauvaud
  - Immortal – Jean-Pierre Fouillet

- 2006: Gabriela – Olivier Radot
  - Šedé duše – Loula Morin
  - Šťastné a veselé – Jean-Michel Simonet

- 2007: Agent 117 – Maamar Ech-Cheikh
  - Den vítězství – Dominique Drouet
  - Brigády tygrů – Jean-Luc Raoul
  - Lady Chatterleyová – François-Renaud Labarthe
  - Zbloudilá srdce – Jacques Saulnier

- 2008: Edith Piaf – Olivier Raoux
  - Molière – Françoise Dupertuis
  - Druhý dech – Thierry Flamand
  - Tajemství – Jean-Pierre Kohut-Svelko
  - Zkáza zámku Herm – Christian Marti

- 2009: Séraphine – Thierry François
  - Veřejný nepřítel č. 1 a Veřejný nepřítel č. 1: Epilog – Émile Ghigo
  - Dům u dálnice – Ivan Niclass
  - Paříž 36 – Jean Rabasse
  - Děti z Timpelbachu – Olivier Raoux

### 10. léta
- 2010: Prorok – Michel Barthélémy
  - Galimatyáš – Aline Bonetto
  - OSS 117: Ztracen v Riu – Maamar Ech-Cheikh
  - À l'origine – François-Renaud Labarthe
  - Coco Chanel – Olivier Radot

- 2011: Tajemství mumie – Hugues Tissandier
  - O bozích a lidech – Michel Barthélémy
  - Princezna z Montpensier – Guy-Claude François
  - Muž ve stínu – Albrecht Konrad
  - Serge Gainsbourg: Heroický život – Christian Marti

- 2012: Umělec – Laurence Bennett
  - Nevěstinec – Alain Guffroy
  - Ženy z šestého poschodí – Pierre-François Limbosch
  - Ministr – Jean-Marc Tran Tan Ba
  - Le Havre – Wouter Zoon

- 2013: Sbohem, královno – Katia Wyszkop
  - Láska – Jean-Vincent Puzos
  - Cloclo – Philippe Chiffre
  - Holy Motors – Florian Sanson
  - Láska všemi deseti – Sylvie Olivé

- 2014: Pěna dní – Stéphane Rozenbaum
  - L'Extravagant Voyage du jeune et prodigieux T. S. Spivet – Aline Bonetto
  - Kluci a Guillaume, ke stolu! – Sylvie Olivé
  - Michael Kohlhaas – Yan Arlaud
  - Renoir – Benoît Barouh

- 2015: Kráska a zvíře – Thierry Flamand
  - La French – Francouzská spojka – Jean-Philippe Moreaux
  - Saint Laurent – Katia Wyszkop
  - Timbuktu – Sébastian Birchler
  - Yves Saint Laurent – Aline Bonetto

- 2016: Marguerite – Martin Kurel
  - Dheepan – Michel Barthélémy
  - Deník komorné – Katia Wyszkop
  - Vůně mandarinky – Jean Rabasse
  - Tři vzpomínky – Toma Baquéni

- 2017: Monsieur Chocolat – Jérémie D. Lignol
  - Tanečnice – Carlos Conti
  - Frantz – Michel Barthélémy
  - Líná zátoka – Riton Dupire-Clément
  - Planetárium – Katia Wyszkop

- 2018: Na shledanou tam nahoře – Pierre Quefféléan
  - 120 BPM – Emmanuelle Duplay
  - Barbara – Laurent Baude
  - Příslib úsvitu – Pierre Renson
  - Obávaný – Christian Marti

- 2019: The Sisters Brothers – Michel Barthélémy
  - Bolest – Pascal Le Guellec
  - Vládce Paříže – Émile Ghigo
  - Madam J – David Faivre
  - Jedna země, jeden král – Thierry François

### 20. léta
- 2020: Tenkrát podruhé – Stéphane Rozenbaum
  - Vlčí volání – Benoît Barouh
  - Edmond – Franck Schwarz
  - Žaluji! – Jean Rabasse
  - Portrét dívky v plamenech – Thomas Grézaud

- 2021: Sbohem, blbci! – Carlos Conti
  - Jak býti dobrou ženou – Thierry François
  - Milostné historky – David Faivre
  - De Gaulle – Nicolas de Boiscuillé
  - Léto 85 – Benoît Barouh

- 2022: Ztracené iluze – Riton Dupire-Clément
  - Hlas lásky – Emmanuelle Duplay
  - Annette – Florian Sanson
  - Delikatesa – Bertrand Seitz
  - Eiffel – Stéphane Taillasson

- 2023: Simone, le voyage du siècle – Christian Marti
  - Navždy mladí – Emmanuelle Duplay
  - Couleurs de l'incendie – Sébastian Birchler
  - Noc 12. – Michel Barthélémy
  - Pacifiction – Sébastien Vogler

- 2024: Tři mušketýři: D'Artagnan a Tři mušketýři: Milady – Stéphane Taillasson
  - Anatomie pádu – Emmanuelle Duplay
  - Jeanne du Barry – Králova milenka – Angelo Zamparutti
  - Umění jíst a milovat – Toma Baquéni
  - Říše zvířat – Julia Lemaire

- 2025: Hrabě Monte Christo – Stéphane Taillasson
  - Zběsilá láska – Jean-Philippe Moreaux
  - Emilia Pérez – Emannuelle Duplay
  - Aznavour – Stéphane Rozenbaum
  - Božská Sarah Bernhardt – Olivier Radot